# Marie Askehave
Marie Askehave, född den 21 november 1973 i Nibe, är en dansk skådespelare.
Askehave har bland annat medverkat i filmerna om Familjen Jul där hon spelat Agnete Jul, en av huvudrollerna. I filmen Emma & Totte: Min första vän spelade hon Emmas mamma.

## Filmografi (i urval)
- 2007 – Brottet (TV-serie)
- 2014 – Familjen Jul
- 2016 – Familjen Jul i Tomteland
- 2021 – Familjen Jul och tomtehotellet
- 2025 – Emma & Totte: Min första vän